# Echinopyrrhosia pellacis
Echinopyrrhosia pellacis là một loài ruồi trong họ Tachinidae.